# Dr. Mario & Bactericida
Dr. Mario & Bactericida (Dr. MARIO & 細菌撲滅 Dr. Mario & Saikin Bokumetsu?, lit. Dr. MARIO y la lucha contra las bacterias), lanzado en regiones PAL como Dr. Mario & Germ Buster y en Norteamérica como Dr. Mario Online Rx, es un videojuego de rompecabezas protagonizado por Dr. Mario. Fue uno de los juegos de lanzamiento de WiiWare en Japón, Europa y Australia, y fue lanzado el 25 de marzo de 2008 (Japón) y el 20 de mayo de 2008 (Europa / Australia). Fue lanzado en Norteamérica el 26 de mayo de 2008.

## Jugabilidad
Al igual que con otros juegos de Dr. Mario, los jugadores deben manipular las pastillas para destruir virus de colores en el área del juego. Dr. Mario & Bactericida presenta versiones de los minijuegos del título de Nintendo DS Brain Age 2 llamados Virus Buster y Germ Buster, que usa la función de puntero del Wii Remote para mover pastillas y permite que hasta cuatro jugadores participen de forma cooperativa.
El título era compatible con el ahora desaparecido servicio de conexión Wi-Fi de Nintendo, que permitía a los jugadores competir entre sí a través de Internet. Los jugadores pueden usar personajes Mii o a Dr. Mario durante el juego.

## Características
La mayoría de las características de entregas anteriores, como el virus y los niveles de velocidad, están presentes en Dr. Mario & Bactericida. Los jugadores jugaban en línea contra otro con una sola copia, ya que una demostración de juego en línea podría enviarse similar a DS Download Play. Vs. Este modo también se puede jugar sin conexión, si lo deseaba. A diferencia del Dr. Mario 64, este carece de la capacidad de jugar con cuatro jugadores, en cambio solo permite hasta 2 jugadores en Modo Vs.
Varias características de este juego aparecieron anteriormente en Dr. Mario 64, incluidas las cuatro pistas musicales: "Fever", "Chill", "Cube" y "Que Que" (las dos últimas pistas ahora se llaman "Cough" y "Sneeze "). La música se puede activar o desactivar al azar. El modo Flash, que desafía a los jugadores a eliminar solo tres virus intermitentes entre muchos, también regresa de Dr. Mario 64.
Virus Buster, visto anteriormente como un minijuego en Brain Age 2, tiene más personalización que el original. Mientras que el original solo tenía las opciones Fácil, Normal y Difícil, esta versión también permite ajustar el nivel de virus y la música. Las versiones remezcladas de "Fever" y "Chill" están presentes en este modo. Virus Buster se puede jugar solo o con otros, con hasta cuatro jugadores. En lugar de ser controlados directamente con el D-pad, se guían con el puntero del Wii Remote.
En el modo de un jugador, un jugador puede seleccionar comenzar el juego en el nivel 20. Después de ganar el nivel 20, los niveles 21, 22 y 23 se incrementan en cuatro virus. El nivel 24 y posteriores contienen 99 virus. Después de 99 niveles, el juego puede continuar, pero el juego no avanza más allá del nivel 99 y el jugador solo se presenta con las opciones de menú "Intentar de nuevo" y "Salir".

## Recepción
IGN le dio a Dr. Mario & Bactericida un 8.5 / 10, llamando al juego principal "atemporal" y al nuevo modo Virus Buster "caóticamente asombroso". Sin embargo, se sintieron decepcionados por el hecho de que el modo principal Dr. Mario solo admitía hasta 2 jugadores (donde algunos juegos anteriores habían admitido hasta 4) y que Virus Buster no se podía jugar en línea. Además, N-Europe otorgó al Dr. Mario un 8/10, llamándolo "el mismo Dr. Mario que conocemos y amamos" con "gráficos sólidos y funcionales" y una jugabilidad adictiva.
En contraste, GamesRadar le dio un 6/10, llamándolo un "rompecabezas un poco incómodo" que "simplemente no es lo suficientemente adictivo como para hacer que te preocupes" y lo comparó con "el primo consanguíneo de Puyo Puyo". Sin embargo, elogiaron la funcionalidad multijugador en línea y disfrutaron de su presentación limpia, con la excepción de la música. NGamer también criticó la jugabilidad y le dio 2/5.